# Anomalia de May-Hegglin
Caracteriza-se pela presença de estruturas contendo material de ácido ribonucleico, semelhantes a corpúsculos de Döhle em granulócitos, especialmente em neutrófilos e, raramente, em monócitos. Apresenta-se associada à presença de plaquetas macro e gigantes. Trata-se de raro defeito genético dominante e hereditário não resultando em alterações funcionais dos neutrófilos e, portanto, sem significado clínico na maioria das vezes. Porém, devido a um discreto defeito plaquetário (deficiência de PF3), pode haver tendência à hemorragia.